# Rhyacophila relegata
Rhyacophila relegata är en nattsländeart som beskrevs av Schmid 1970. Rhyacophila relegata ingår i släktet Rhyacophila och familjen rovnattsländor. Inga underarter finns listade i Catalogue of Life.